# Gladiolus melleri
Gladiolus melleri es una especie de gladiolo que se encuentra en África.  

## Descripción
Gladiolus melleri es una planta herbácea perennifolia, geofita que alcanza un tamaño de 25-60 cm de altura; el cormo de 2,5-3,5 cm de diámetro; el tallo de floración con hojas solo envainadoras o casi; hojas del follaje producidas después de la antesis en brotes separados, solitarias, lanceoladas, de 30 cm de largo, 1 cm de ancho; tallo generalmente no ramificado; inflorescencia en pico con 5-9-12 flores; brácteas de 1,5-3,5 cm de largo; flores de color ladrillo rojo salmón; en forma de tubo de 1,5-2,5 cm de largo; estambre filamentos 0,8-1 cm de largo, incluidos en tubo perianto; ramas estilo 0,5-0,6 cm de largo.

## Ecología
Se encuentra estacionalmente en sitios húmedos: márgenes del valle de pastizales,  praderas arboladas mal drenadas; la floración es estimulada por el fuego y las señales de quemaduras son comunes en las muestras; a una altitud de 1200-2600 metros en Tanzania al sur tropical de África.
Es muy parecida a Gladiolus oliganthus, Gladiolus roseolus; es confundida con Gladiolus dalenii subsp. andongensis, Gladiolus benguellensis y Gladiolus manikensis.

## Taxonomía
Gladiolus melleri fue descrita por John Gilbert Baker y publicado en Gladiolus in Southern Africa 232–233. 1998.
Etimología
Gladiolus: nombre genérico que se atribuye a Plinio y hace referencia, por un lado, a la forma de las hojas de estas plantas, similares a la espada romana denominada "gladius". Por otro lado, también se refiere al hecho de que en la época de los romanos la flor del gladiolo se entregaba a los gladiadores que triunfaban en la batalla; por eso, la flor es el símbolo de la victoria.
melleri: epíteto
Sinonimia
- Gladiolus brachyandrus Baker
- Gladiolus brevispathus (Pax) Klatt
- Gladiolus dalenii var. melleri (Baker) S.Córdova Ponce
- Gladiolus johnstonii Baker
- Gladiolus matabelensis Schltr. ex Weim.
- Gladiolus natalensis var. melleri (Baker) Geerinck
- Gladiolus welwitschii subsp. brevispathus Pax[5][6]